# Vilhelm Storch
Mathias Vilhelm Samuel Storch, född 21 juli 1837 i Køng på Fyn, död 1 augusti 1918 på Frederiksberg, var en dansk kemist.
Storch blev teknologie kandidat 1861, var 1865–1882 medarbetare i Valdemar Steins kemiska laboratorium, där han ägnade sig i synnerhet åt lantbrukskemi. År 1879 blev han Niels Johannes Fjords medarbetare och övertog 1882 ledningen av de kemiska experimenten i Landbohøjskolens laboratorium. Han utförde undersökningar om smörs behandling och tog initiativ till renodling av mjölksyrabakterier. Storch blev 1892 befordrad till professor och blev 1899 ledamot av svenska Lantbruksakademien. Han lämnade professuren i april 1918.